# Stripped (album de Christina Aguilera)
Stripped este cel de-al doilea album în limba engleză, lansat de către cântăreața de origine Americană, Christina Aguilera, pe data de 22 octombrie 2002. A
Acesta a fost de asemenea un succes, vânzandu-se în prima săptămână de la lansare în 330.000 exemplare și intrând pe locul 2 în topul Billboard 200. Marea majoritate a pieselor de pe albumul Stripped au fost compuse de către Aguilera, fiind influențat de mai multe subiecte și stiluri, incluzând rhythm, blues, gospel, soul, balade, pop rock, hip-hop și jazz. Albumul a fost foarte bine primit și de către criticii muzicali. Acesta îi scotea în evidența calitățile vocale, iar imaginea Aguilerei se schimbase într-una mult mai provocatoare. După lansarea albumului, a participat la mai multe ședințe foto, pozând pentru reviste celebre ca Maxim, Rolling Stone și CosmoGirl!.
În 2002, Keys a colaborat cu  Christina Aguilera la producerea albumului. Alicia a scris, a produs și a cântat partea pianistică a melodiei "Impossible". Implicarea sa în producerea acestui cântec este ilustrată prin versul: Play something for me Alicia... (Cântă ceva pentru mine Alicia...).

## Lista cântecelor
| #   | TItlul                                    | Muzica/Versuri                                           | Durata |
| --- | ----------------------------------------- | -------------------------------------------------------- | ------ |
| 1.  | Stripped Intro                            | Aguilera                                                 | 1:39   |
| 2.  | Can't Hold Us Down (împreună cu Lil' Kim) | Aguilera, Matthew Morris, Scott Storch                   | 4:15   |
| 3.  | Walk Away                                 | Aguilera, Morris, Storch                                 | 5.47   |
| 4.  | Fighter                                   | Aguilera, Storch                                         | 4:05   |
| 5.  | Primer Amor (Interludiu)                  | Aguilera                                                 | 0.53   |
| 6.  | Infatuation                               | Aguilera, Morris, Storch                                 | 4:17   |
| 7.  | Loves Embrace (Interludiu)                | Aguilera                                                 | 0:46   |
| 8.  | Loving Me 4 Me                            | Aguilera, Morris, Storch                                 | 4:36   |
| 9.  | Impossible                                | Alicia Keys                                              | 4:14   |
| 10. | Underappreciated                          | Aguilera, Morris, Storch                                 | 4:00   |
| 11. | Beautiful                                 | Linda Perry                                              | 3:58   |
| 12. | Make Over                                 | Aguilera, Perry                                          | 4:12   |
| 13. | Cruz                                      | Aguilera, Perry                                          | 3:49   |
| 14. | Soar                                      | Aguilera, Heather Holley, Rob Hoffman                    | 4:45   |
| 15. | Get Mine, Get Yours                       | Balewa Muhammad, Aguilera, David Siegel, Steve Morales   | 3:44   |
| 16. | Dirrty (împreună cu Redman)               | Aguilera, D. Stinson, Muhammad, R. Noble, Jasper Cameron | 4:58   |
| 17. | Stripped Pt. 2                            | Aguilera                                                 | 0:45   |
| 18. | The Voice Within                          | Aguilera, Glen Ballard                                   | 5:04   |
| 19. | I'm OK                                    | Aguilera, Perry                                          | 5:18   |
| 20. | Keep on Singin' My Song                   | Aguilera, Storch                                         | 6:29   |

## Single-uri
| Informații despre single |
| --- |
| Dirrty - Lansat: 16 septembrie, 2002 - Logo: RCA Records - Poziție în top: #1 (Irlanda, Marea Britanie), #2 (Olanda), #3 (Norvegia, Spania, Elveția).                 |
| Beautiful - Lansat: 9 octombrie, 2002 - Logo: RCA Records - Poziție în top: #1 (Australia, Canada, Irlanda, Noua Zeelandă), #2 (S.U.A., Europa, Olanda), #3 (Suedia). |
| Fighter - Lansat: 17 Martie, 2003 - Logo: RCA Records - Poziție în top: #2 (Israel), #3 (Canada, Europa, Marea Britanie).                                             |
| Can't Hold Us Down - Lansat: 8 iunie, 2003 - Logo: RCA Records - Poziție în top: #2 (Europa), #3 (Elveția), #5 (Irlanda).                                             |
| The Voice Within - Lansat: 15 August, 2003 - Logo: RCA Records - Poziție în top: #2 (Israel), #3 (Canada, Europa, Marea Britanie).                                    |

1. ↑  Christina Aguilera „Christina Aguilera pe coperta revistei Rolling Stones” Verificați valoarea |url= (ajutor). Interviu acordat revistei Rolling Stones de către Christina Aguilera. Parametru necunoscut |accessyear= ignorat (posibil, |access-date=?) (ajutor); Parametru necunoscut |accessmonthday= ignorat (ajutor)[nefuncțională]